# 胡立声
胡立声（1917年2月—2010年8月9日），又名胡立升，湖北省麻城乘马岗（今属河南新县泗店乡余畈村）人，中国人民解放军开国少将，第三届全国人大代表。

## 生平
生于贫农家庭。8岁放牛。11岁参加儿童团任分队长、县儿童团巡视员。1929年加入中国共产主义青年团。1930年加入中国工农红军。1937年转党。历任光山独立团战士、红二十五军交通队通讯员、西北保卫局警卫员等职，参加了鄂豫皖革命根据地反围剿、红二十五军长征和独树镇、庾家河、山城堡、东征、西征等战役战斗。
抗日战争时期，历任八路军第一一五师教导大队三连党支部书记、师政治部民运股干事、第三四四旅政治部政治指导员、第六八八团特派员、八路军第一二九师新编第一旅政治部保卫科科长。1941年冬北方局党校学习。1943年3月调延安任中央党校第一支部副书记。1944年随王树声开辟河南敌后抗日根据地，任豫西专署公安处处长、太岳军区第24旅第71团政治委员。参加了平型关战役、香城固、百团大战和多次根据地反扫荡等战役、战斗。
解放战争时期，历任太岳军区第二军分区警备第四团（独立第二团、第24旅71团）政治委员、太岳二军分区政治部主任、第六十二军第185师副师长、第186师政委等职，参加了解放沁阳战斗、上党、晋城固、白晋线、临汾战役、晋中战役、太原戰役、扶郿战役、兰州战役、成都战役、率部翻越二郎山解放康定城等战役战斗。
中华人民共和国成立后，1952年任第十六军第46师政委兼师长。1954年入重庆解放军速成中学学习。1957年毕业后任旅大警备区守备一师政治委员、外长山要塞区政治委员。解决了守岛部队鱼肉蔬菜自给自足，1960年八一电影制片厂拍摄了电影纪录片《海上南泥湾》。1963年入中央党校学习。1964年任冶金工业部政治部主任。1975年1月任基建工程兵冶金工业部办公室主任。1981年12月24日任基建工程兵北京指挥部第二政治委员等职，参加了黔东南剿匪、抗美援朝战争平康防御战和金城战役。
1961年晋升少将军衔，荣获三级八一勋章、二级独立自由勋章、二级解放勋章和一级红星功勋荣誉章、朝鲜民主主义人民共和国二级国旗勋章。副兵团职离休干部。 
2010年8月9日在北京病逝，享年93岁。 